# Helmut Moritz
Helmut Moritz (* 1. November 1933 in Graz; † 21. Oktober 2022) war ein österreichischer Geodät. Er galt als einer der anerkanntesten Repräsentanten der physikalischen Geodäsie.

## Leben

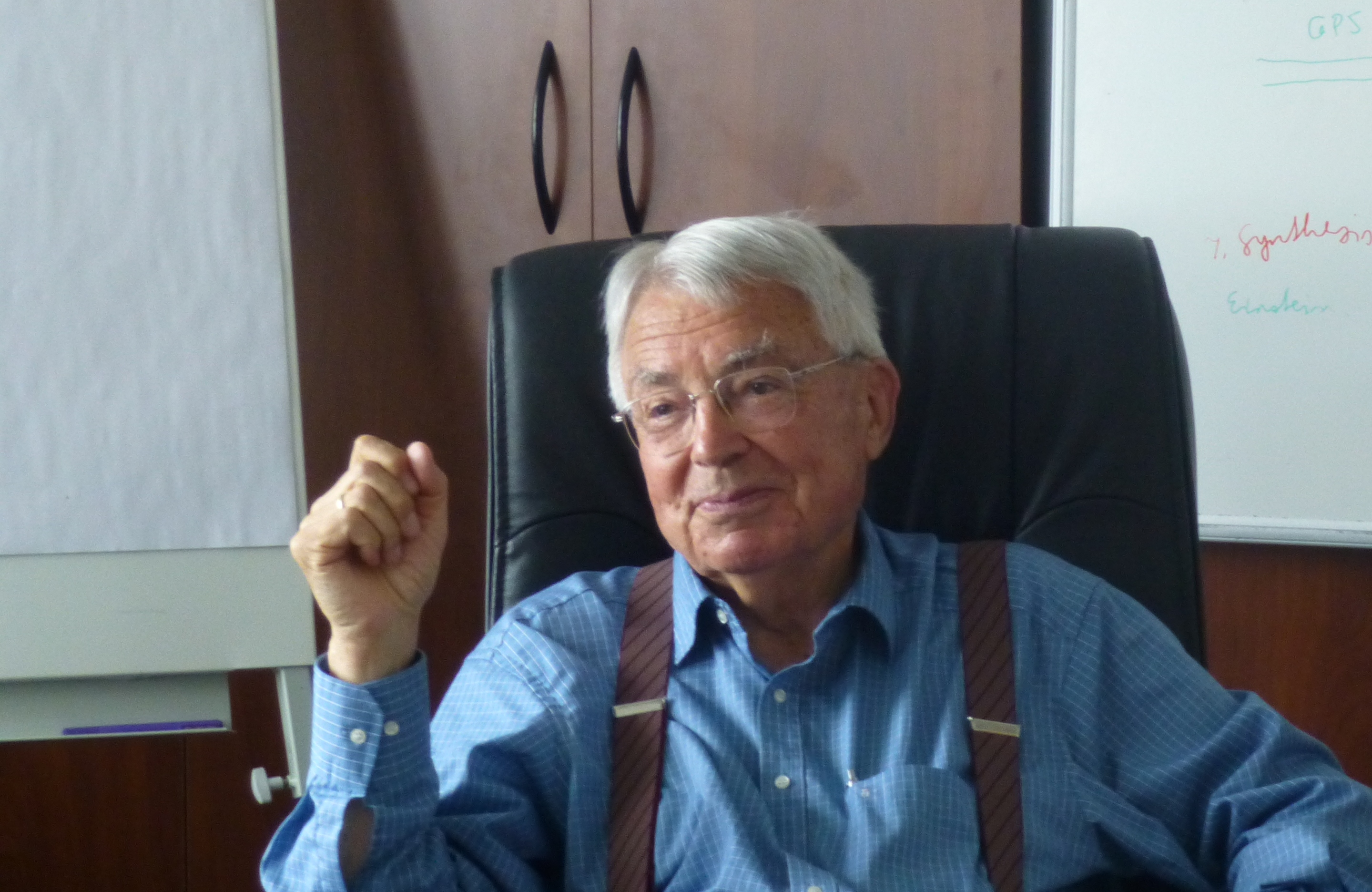
Helmut Moritz

Helmut Moritz wurde in Graz in Österreich geboren. Sein Vater Josef war Eichbeamter und fiel während des Zweiten Weltkrieges 1944 in Frankreich. Seine Mutter Caroline war Hausfrau. Helmut Moritz besuchte von 1939 bis 1943 die Volksschule, anschließend bis 1951 das Akademische Gymnasium in Graz.
Er studierte von 1951 bis 1956 Geodäsie an der Technischen Hochschule Graz und schloss 1956 als Diplom-Ingenieur für Vermessungswesen ab. Zu seinen akademischen Lehrern gehörte der Mathematikprofessor Bernhard Baule. Von 1955 bis 1958 war er als wissenschaftliche Hilfskraft an der TH Graz tätig. 1959 wurde er hier sub auspiciis zum Dr. techn. promoviert. Von 1958 bis 1964 war er in Graz als Beamter des Bundesamtes für Eich- und Vermessungswesen (BEV) beschäftigt.
1960 wurde er, im Alter von 27 Jahren, an der Technischen Hochschule Graz habilitiert. Vom BEV auf 2 Jahre beurlaubt, war er aufgrund einer Empfehlung von Karl Rinner von 1962 bis 1964 als Visiting Research Associate am Department of Geodetic Science der Ohio State University in Columbus (Ohio). Seine Forschungen wurden von dem dortigen Professor Weikko A. Heiskanen stark unterstützt. Moritz wurde mit einer grundlegenden Arbeit über Fehlerfortpflanzung rasch international bekannt. Die Rezeption von Veröffentlichungen der Mathematiker und Kybernetiker Norbert Wiener und Andrej Nikolajewitsch Kolmogorow erweiterten seine akademische Lehre in der Theoretischen Geodäsie. Im gemeinsam mit Heiskanen verfassten Buch Physical Geodesy fand dies seinen Niederschlag; dieses Werk wurde aus dem Englischen ins Chinesische, Serbokroatische, Spanische und Türkische übersetzt und entwickelte sich zu einem geodätischen Bestseller. Eine zusammen mit Bernhard Hofmann-Wellenhof verfasste Neuauflage erschien 2005 und wurde ins Chinesische, Japanische und Russische übersetzt.
Sein Forschungsaufenthalt an der Ohio State University eröffnete  Moritz langfristige Perspektiven, mehr als 20 Jahre blieb er mit dieser Universität in fachlicher Verbindung. Als Ausdruck dieser Verbundenheit sowie seiner herausragenden wissenschaftlichen Leistungen wurde ihm 1992 das Ehrendoktorat der Ohio State University verliehen. 1964 kehrte er zurück an das BEV in Graz, bald darauf wurde er beamteter Privatdozent an der TH Hannover. Hier setzte er seine Forschungsarbeit am geodätischen Randwertproblem des russischen Geodäten Molodenski zur Bestimmung der Erdgestalt aus Messungen der Schwerkraft und des Schwerepotenzials fort. Für diese weiterführenden Arbeiten, die Moritz selbst als Teil seines Lebenswerkes sah, wurde ihm rund 30 Jahre später die Ehrendoktorwürde der Moskauer Universität für Geodäsie, Aerophotogrammetrie und Kartographie verliehen.
Im Alter von 30 Jahren wurde Moritz 1963 als ordentlicher Professor für Physikalische Geodäsie an die Technische Universität Berlin berufen. Von 1964 bis 1971 lehrte und forschte er hier. 1967 erhielt er einen Ruf der Universität Graz, den er jedoch nicht annahm, weil die Berufungsverhandlungen mit dem österreichischen Ministerium für Wissenschaft und Forschung unbefriedigend verlaufen waren.  1971 bekam er einen zweiten Ruf aus Graz, der schließlich zu seiner Berufung zum Ordentlichen Professor an der Technischen Universität Graz führte. Innerhalb eines Jahres nach seiner Rückkehr nach Graz schrieb Moritz das Buch Advanced Physical Geodesy, und es folgten drei weitere Fachbücher zum Gesamtgebiet der physikalischen Geodäsie, der Geodynamik und der Erdrotation. In Graz wirkte Moritz bis zu seiner Emeritierung im Jahre 2002.	
Im Werdegang von Moritz spielte seine internationale Tätigkeit eine zunehmende Rolle; er sprach bzw. veröffentlichte in Englisch, Französisch, Italienisch, Polnisch, Russisch, Serbokroatisch, Slowenisch, Spanisch und Tschechisch. Seine frühen Aktivitäten in der Deutschen Geodätischen Kommission führten dazu, dass er bereits 1965 zu deren Vorsitzenden gewählt wurde. Damals wurde seine enge wissenschaftliche Kooperation mit der Technischen Universität München begründet, die 1981 den ersten seiner drei Ehrendoktortitel an den damals erst 48-jährigen Moritz verlieh.
Er wurde Vorsitzender einer Studiengruppe der International Association of Geodesy (IAG) über fundamentale Erdkonstanten, die nicht nur geodätische, sondern auch astronomische, geophysikalische und geographische Bedeutung besitzen. Moritz war in der Wahlperiode 1979 bis 1983 Präsident der IAG. Von 1991 bis 1995 stand er der Internationalen Union für Geodäsie und Geophysik (IUGG) als Präsident vor. 1987 wurde er Mitglied der traditionsreichen Leopoldina in Halle (Saale).
Ab 1962 bearbeitete er das Forschungsgebiet: Theorie des Erdschwerefeldes als Grundlage für Messungen auf der Erdoberfläche und aus Satelliten, geodätische Anwendungen der Allgemeinen Relativitätstheorie (1967 Gradiometrie). Diese Forschungen sind in mehr als 20-jähriger Zusammenarbeit als Adjunct Professor an der Ohio State University und im Rahmen der Internationalen Assoziation für Geodäsie erfolgt. Seine Forschungsarbeiten haben unter anderem dazu beigetragen, neue Mess- und Rechentechniken zur Beschreibung der Erdfigur zu entwickeln. Damit schuf er Voraussetzungen für die präzisen Bestimmungen von Form und Schwerefeld der Erde mit modernen Satelliten. Unter dem Titel Science, Mind and the Universe hat er Darlegungen zur Naturphilosophie verfasst, in die auch seine eigenen Ansichten eingeflossen sind. Damit hat Moritz die Grundlagen der Naturwissenschaften in einer Gesamtschau dargestellt. Sein Lebenswerk und sein internationales Wirken sind geprägt von dem Bestreben, das Humanum der Wissenschaften wirksam werden zu lassen.
Moritz ist weltweit ausgezeichnet worden und unter anderem Träger der Carl-Friedrich-Gauß-Medaille und der Alexander-von-Humboldt-Medaille. Er war Mitglied in vielen nationalen und internationalen Fachverbänden und Akademien, darunter als Ehrenmitglied auch im DVW Berlin-Brandenburg e. V. – Gesellschaft für Geodäsie, Geoinformation und Landmanagement und als Mitglied der Gelehrtengesellschaft Leibniz-Sozietät der Wissenschaften zu Berlin.
Helmut Moritz war seit 1959 mit Gerlinde Moritz verheiratet, die im Jahre 2002 verstorben ist. Das Ehepaar hat die Tochter Berta (* 1960), promovierte Biologin, und den Sohn Albrecht (* 1962), promovierter Biochemiker.

## Mitgliedschaft in internationalen Akademien
- 1970 Finnland
- 1974 Italien: Accademia Nazionale die Lincei
- 1976 Österreich: Korrespondierendes Mitglied
- 1977 Braunschweigische Wissenschaftliche Gesellschaft
- 1983 Ehrenmitglied der Ungarischen Akademie der Wissenschaften
- 1984 Schwedische Akademie der Ingenieurwissenschaften
- 1984 Königliche Spanische Akademie der Wissenschaften
- 1984  bis 1992 Akademie der Wissenschaften der DDR; fortgesetzt 2001 Deutschland: Leibniz-Sozietät der Wissenschaften zu Berlin
- 1985 Royal Astronomical Society
- 1987 Deutschland: Leopoldina, Halle (Saale)
- 1988 Österreich: Wirkliches Mitglied der mathematisch-naturwissenschaftlichen Klasse
- 1988 Polnische Akademie der Wissenschaften
- 1992 Großbritannien, London: Academia Europaea
- 1994 Kroatische Akademie der Wissenschaften
- 1998 Chinesische Akademie der Wissenschaften
- 2001 Jugoslawische Akademie der Ingenieurwissenschaften.

## Ehrungen
- 1963 Kaarina and W. A. Heiskanen Award, Ohio State University
- 1977 Carl-Friedrich-Gauss-Medaille (anlässlich der 200. Geburtstages des Namensgebers), Braunschweigische Wissenschaftliche Gesellschaft
- 1983 Alexander-von-Humboldt-Medaille, Akademie der Wissenschaften der DDR (AdW)
- 1998 Kopernikus-Medaille, Polnische Akademie der Wissenschaften
- 2008 Struve-Medaille, Pulkovo
- 2008 Tsiolkovsky-Medaille, Moskau

- 1981 Ehrendoktor Dr.-Ing. h. c. der TU München
- 1992 Ehrendoktor DSc. h. c. der Ohio State University
- 1994 Ehrendoktor Dr. h. c. der Geodätische Universität Moskau
- 1993 Ehrenprofessor Prof. h. c. der Wuhan TechnicalUniversity of Surveying and Mapping, VR China
- 2014 Orden der Freundschaft der Russischen Föderation

- 1979–1983 Präsident der Internationalen Assoziation für Geodäsie
- 1991–1995 Präsident der Internationalen Union für Geodäsie und Geophysik
- 1998–2002 Generaldirektor des Inter-Universitären Centrums Dubrovnik
- 1998–2006 Präsident der Internationalen Humanistischen Liga in Sarajevo.

Nach Helmut Moritz wurde der Asteroid 29250, ein Asteroid des Hauptgürtels, benannt.

## Schriften
Die Forschungsergebnisse von Moritz haben sich in 9 Büchern und über 230 Veröffentlichungen niedergeschlagen.
- mit Weikko A. Heiskanen: Physical Geodesy. Freeman, San Francisco CA u. a. 1967.
- Advanced Physical Geodesy (= Sammlung Wichmann. Bd. 13). Wichmann u. a., Karlsruhe u. a. 1980, ISBN 3-87907-106-3.
- mit Ivan I. Mueller: Earth Rotation – Theory and Observation. Ungar, New York 1987, ISBN 0-8044-4671-7.
- mit Bernhard Hofmann-Wellenhof: Geometry, Relativity, Geodesy. Wichmann, Heidelberg, ISBN 3879072442
- Science, Mind and the Universe. An Introduction to Natural Philosophy. Wichmann, Heidelberg 1995, ISBN 3-87907-274-4.
- mit Bernhard Hofmann-Wellenhof: Physical Geodesy (Neuauflage). Springer, Wien u. a. 2005, ISBN 3-211-23584-1.
- Berta Moritz, Helmut Moritz: Über Naturgesetze und Evolution. Ein Beitrag zu einem interdisziplinären Dialog. Verleger: IMABE, Wien 2007, ISBN 978-3-85297-004-2.